# Janthecla
Janthecla is een geslacht van vlinders van de familie Lycaenidae, uit de onderfamilie Theclinae.

## Soorten
- J. armilla (Druce, 1907)
- J. aurora (Druce, 1907)
- J. cydonia (Druce, 1890)
- J. flosculus (Druce, 1907)
- J. janthina (Hewitson, 1867)
- J. janthodonia (Dyar, 1918)
- J. malvina (Hewitson, 1867)
- J. rocena (Hewitson, 1867)
- J. sista (Hewitson, 1867)